# Cotinga cotinga
El cotinga pechimorado o pechimorada (en Colombia y Venezuela) (Cotinga cotinga), también denominado cotinga de pecho púrpura (en Perú) o cotinga de pecho morado, es una especie de ave paseriforme de la familia Cotingidae, perteneciente al género Cotinga. Es nativo de América del Sur, en el escudo guayanés y partes de la cuenca del Amazonas.

## Distribución y hábitat
Se distribuye desde el extremo oriental de Colombia, sur y este de Venezuela, Guyana, Surinam, Guayana francesa, y en Brasil al norte y este de la Amazonia (hacia el este hasta el oeste de Maranhão y hacia el sur hasta el extremo norte de Tocantins; el límite occidental es incierto); registros aislados en el noreste de Perú (San Martín) y oeste de Brasil (Rondônia, sur de Amazonas).
Esta especie es considerada poco común en su hábitat natural, el dosel y los bordes del bosque tropical, incluyendo los de suelos arenosos, por debajo de los 600 m de altitud.

## Descripción
Mide 18 a 19 cm de longitud. El macho presenta plumaje azul cobalto, con visos negruzcos alrededor del ojo y las alas; la garganta, el pecho y la mitad superior del viente son de color púrpura. La hembra es de color marrón, oscuro en el dorso y las alas y claro en la garganta y las partes inferiores, con un entramado en el pecho y el vientre que presentan puntos oscuros rodeados de color claro, con apariencia de escamas. El macho emite un sonido fino con las alas cuando está en vuelo.

## Sistemática

### Descripción original
La especie C. cotinga fue descrita por primera vez por el naturalista sueco Carlos Linneo en 1766 bajo el nombre científico Ampelis cotinga; la localidad tipo dada es: «Brasil», restringido posteriormente para «vecindades de Belém, Pará».

### Etimología
El nombre genérico femenino «Cotinga» deriva del nombre de la especie tipo del género Ampelis cotinga, cuyo nombre específico por su vez deriva del tupí «catingá» quer significa ‘ave colorida y brillante de la selva’.

### Taxonomía
Es pariente próxima de Cotinga maculata con quien ya se sugirió que fueran conespecíficas. Es monotípica.